# Cesare Bernazzano
Cesare Bernazzano, auch Cesare Bernazano (* erste Hälfte des 16. Jahrhunderts in Mailand) war ein italienischer Maler der Renaissance in der Nachfolge von Leonardo da Vinci.
Seine Existenz ist durch einen Hinweis von Giorgio Vasari in der Vita des Dosso Dossi bezeugt. Er arbeitete mit Cesare da Sesto zusammen, einem Schüler Leonardo da Vincis.
Alle Hinweise auf Bernazzano  in der Literatur beziehen sich auf diese einzige Stelle im Werk Vasaris. Ältere Autoren nahmen an, dass er ein Schüler Leonardos war und bringen ihn mit dem Bacchus im Louvre in Verbindung, vor allem wegen der Qualität der Landschaft.
Das schwedische Nationalmuseum schreibt ihm einen hl. Hieronymus von ca. 1536 zu.